# Оркестр Концертхауса
Оркестр Концертхауса (нім. Konzerthausorchester Berlin; до 2006 року — Берлінський симфонічний оркестр, нім. Berliner Sinfonie-Orchester) — німецький симфонічний оркестр, заснований у 1952 році в НДР. Під керівництвом Курта Зандерлінга оркестр у 1960-70 роки досяг значного визнання — в тому числі завдяки широкої співпраці зі знаменитими солістами з СРСР — Емілем Гілельсом, Давидом Ойстрахом та іншими.
У 1992 році домашнім майданчиком оркестру був оголошений берлінський Концертхаус (Концертний зал), колишній Берлінський драматичний театр. У 2006 році в зв'язку з цим було змінено назву оркестру.
На думку деяких оглядачів, з приходом Лотара Загрошека оркестр знайшов нове дихання (склад оркестру був оновлений на 60 %) і зміг вступити в конкуренцію з найбільш іменитим і авторитетним колективом німецької столиці — Берлінським філармонічним оркестром.

## Головні диригенти

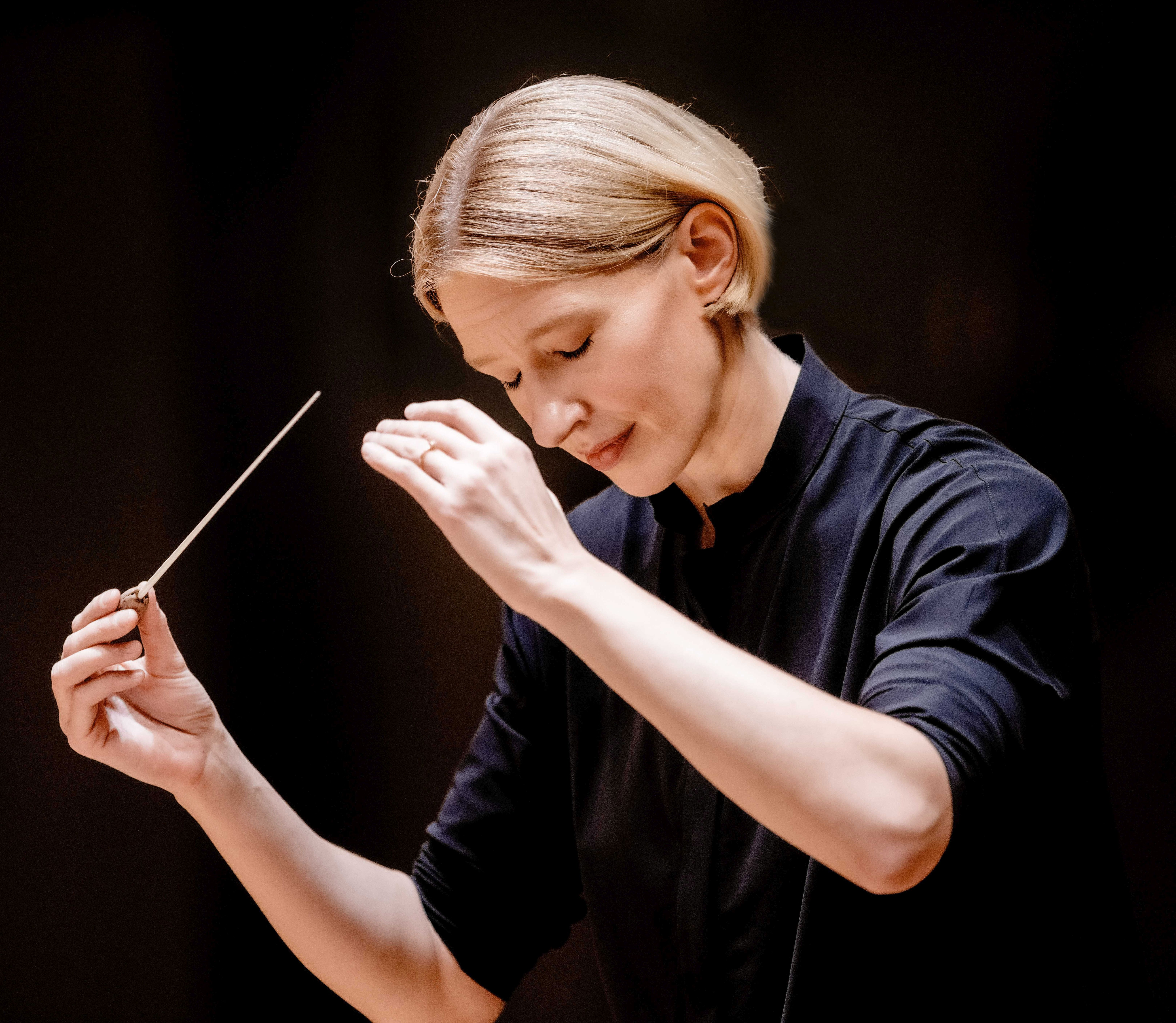
Joana Mallwitz

- Герман Гільдебрандт (1952—1959)
- Курт Зандерлінг (1960—1977)
- Гюнтер Гербіг (1977—1983)
- Клаус Петер Флор (1984—1991)
- Мікаель Шьонвандт[en] (1992—1998)
- Еліаху Інбал (2001—2006)
- Лотар Загрошек (2006—2011)
- Іван Фішер (2012—2018)
- Крістоф Ешенбах (2019—2023)
- Йоана Мальвіц (з 2023)